# De Vliegende Hollander (1995)
De Vliegende Hollander is een Nederlandse film uit 1995 en kreeg als internationale titel The Flying Dutchman mee.

## Verhaal
Het hoofdpersonage is op zoek naar zijn vader (de Hollander), waar de grootste verhalen de ronde over doen. De sullige hoofdpersoon (die ook de Hollander heet) blijft gewoon doorzoeken, ondanks alle tegenslag. Op een bepaald moment vindt hij het schip van zijn vader, dat zich ingegraven bevindt in een poel van modder. Dan wordt hij gevangengenomen door de Geuzen en komt hij in de gevangenis achter de waarheid van zijn vader.

## (Co)productie
Deze film, naar een idee van George Brugmans, oversteeg het budget flink en is een van de duurste Nederlandse producties ooit. Dankzij het medeproduceren van een Belgische en Italiaanse maatschappij kwam de film alsnog tot stand.
Regisseur Jos Stelling deed acht jaar over deze productie.
Het bijzondere camerawerk in De Vliegende Hollander van cameraman Goert Giltaij wordt genoemd als een van de 100 hoogtepunten in de cinematography van de 20ste eeuw in het gerenommeerde boek Making Pictures: a Century of European Cinematography, in 2003 samengesteld door IMAGO, de Federatie van Europese Filmmakers.

## Rolverdeling
| Acteur             | Personage           |
| ------------------ | ------------------- |
| René Groothof      | De Hollander        |
| Veerle Dobbelaere  | Lotte               |
| Nino Manfredi      | Campanelli          |
| René van 't Hof    | Dwerg               |
| Willy Vandermeulen | Netelneck           |
| Gene Bervoets      | Zoon van Netelneck  |
| Gerard Thoolen     | Gevangenisdirecteur |
| Bert André         | Cackpot             |
| Josse De Pauw      | Hoedelaar           |
| Senne Rouffaer     | Hennetaster         |